# Aulus Viciri Pròcul
Aulus Viciri Pròcul (llatí: Aulus Vicirius Proculus) va ser un polític romà, tribú militar i sacerdot del culte d'August a Toscana, qui va fer les cerimònies de la victòria al retorn de l'emperador Claudi de la seva expedició a Britànnia l'any 44.
Un senador amb el mateix nom apareix com a cònsol sufecte l'any 89 i governador de Britànnia del 89 al 96. Si és el mateix personatge, tindria ja uns vuitanta anys l'any 96 i possiblement moriria en el càrrec.